# روبرت غاريسون
روبرت غاريسون (بالألمانية: Robert Garrison)‏ هو ممثل ألماني، ولد في 18 يوليو 1872 في بولندا، وتوفي في 6 يناير 1930 ببرلين في ألمانيا.

## وصلات خارجية
- روبرت غاريسون على موقع IMDb (الإنجليزية)
- روبرت غاريسون على موقع ألو سيني (الفرنسية)
- روبرت غاريسون على موقع قاعدة بيانات الأفلام السويدية (السويدية)
- روبرت غاريسون على موقع قاعدة بيانات الفيلم (الإنجليزية)
- روبرت غاريسون على موقع كينوبويسك (الروسية)